# Lukarišće
Lukarišće je naselje u sastavu grada Dugo Selo, u Zagrebačkoj županiji. 
Smješteno je 2 km istočno od središta grada. Noviji dijelovi naselja velikim dijelom su smješteni uz glavnu prometnicu Dugo Selo-Vrbovec, dok se stari dio naselje nalazi sjeverno od glavne ceste. 

## Stanovništvo
U Lukarišću po popisu iz 2001. godine je živio 896 stanovnika u 261. kućanstvu. Prosječna godišnja stopa rasta je 4,46% (1991. – 2001.). Gustoća naseljenosti 462 stanovnika po četvornom kilometru.

Prema popisu stanovništva iz 2011. godine naselje je imalo 1.020 stanovnika.
Broj stanovnika:
- 1981.: 343 (105 kućanstava)
- 1991.: 749
- 2001.: 896 (261 kućanstvo)
- 2011.: 1.020[4]

| broj stanovnika | 123   | 136   | 128   | 158   | 200   | 206   | 179   | 168   | 189   | 191   | 202   | 299   | 353   | 579   | 896   | 1020  | 1007  |
|                 | 1857. | 1869. | 1880. | 1890. | 1900. | 1910. | 1921. | 1931. | 1948. | 1953. | 1961. | 1971. | 1981. | 1991. | 2001. | 2011. | 2021. |

## Povijest i gospodarstvo
Naselje se prvi puta spominje 1642. godine pod imenom Lukarec, a zanimljivo je da se i danas njegovi stanovnici nazivaju "lukarci". Ime je dobilo po imenu posjednika Luka. U naselju postoji društveni dom, benzinska postaja, drugi dugoselski dječji vrtić, stolnoteniski klub, dvije benzinske postaje, restoran, hotel, a 2011. je izgrađena nova župna crkva "Uzvišenja sv. Križa", župa Dugo Selo II. 